# 沃洛沃季夫卡
49°8′3″N 28°55′32″E / 49.13417°N 28.92556°E
沃洛沃季夫卡（烏克蘭語：Воловодівка），是烏克蘭西南部的村莊，隸屬文尼察州的文尼察區。該村始建於1780年，面積1.32平方公里，海拔高度250米，2001年人口489，人口密度每平方公里370.45人。